# Волынец, Николай Иванович
Николай Иванович Волынец (бел. Мікалай Іванавіч Валынец; 3 апреля 1921 — 3 марта 2003) — белорусский советский живописец и портретист. Награждён медалью «За вклад в изобразительное искусство».

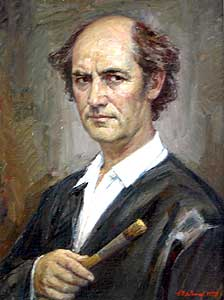
Автопортрет

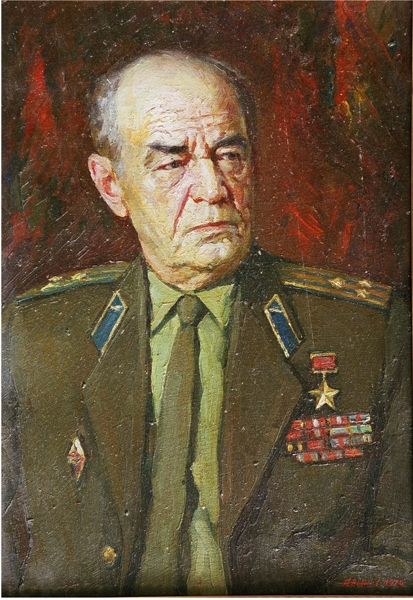
Полковник В. А. Зотов

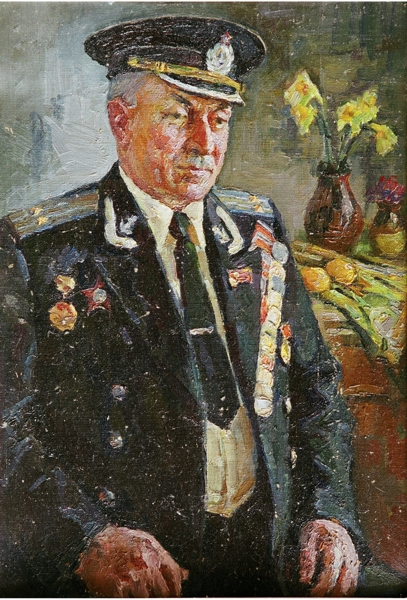
Портрет друга — ветерана ВОВ

## Биография
Николай Иванович Волынец родился 3 апреля 1921 года на территории нынешней Беларуси в деревне Целевичи (ныне в Слуцком районе Минской области). Отец Иван Еремеевич был крестьянином-середняком, мать Мелания Кузьминична — ткачихой. Семья Волынцев была многодетной (всего 5 детей), впоследствии двое братьев художника погибли на фронте в Великую Отечественную войну.
В 1937—1940 годах учился в Витебском художественном училище у И. О. Ахремчика и Л. М. Лейтмана. После этого был призван в армию, служил на Западной Украине, где и встретил войну. Участник обороны Киева, битвы за Москву, Сталинградской битвы, взятия Кёнигсберга. Служил начальником радиостанции в 14-м гвардейском отдельном батальоне минёров, в конце войны — чертёжником в штабе маршала Р. Я. Малиновского. После окончания Великой Отечественной войны был переведён на Дальний Восток, где участвовал в войне с Японией, в частности в Маньчжурской операции. Демобилизовался в 1946 году. В годы войны не прекращал заниматься творчеством, делая акварельные зарисовки военных действий.
В 1946—1950 годах жил в Хабаровске, руководил изостудией. В 1950 году вернулся в Беларусь. Недолго прожив в городе Слоним, где работал художником местного музея, в 1951 году перебрался в столицу республики, а ещё через три года — в деревню Банцеровщина Минского района (ныне включена в состав Ждановичи), где и прожил до конца дней. Художник называл Банцеровщину своей второй родиной. С 1958 года работал на Белорусском художественно-оформительском комбинате.
С 1980 года — член Белорусского союза художников.
Живя в деревне, занимался пчеловодством, создал ряд изобретений в этой области, в частности разработал многокорпусные ульи, которые стали использоваться во многих пчелиных хозяйствах.
При этом много путешествовал по югу СССР, бывал в Крыму, Грузии, Абхазии, Краснодарском крае, оставив пейзажи этих мест.
Вёл активную общественную работу, связанную с культурным шефством над вооружёнными силами СССР. Работая в военно-шефской комиссии, создавал галереи портретов погибших героев войны и партизан, в областных центрах Белоруссии открывал музеи боевой славы советской армии. В конце 1970-х годов на общественных началах основал музей генерал-полковника К. Н. Леселидзе в Абхазии, подарив музею картины сражений на Малой Земле.
Дружил со многими деятелями культуры БССР, среди которых художники В. К. Цвирко, С. И. Селиханов, С. А. Андрухович, актёр П. С. Молчанов, актриса и режиссёр Л. И. Мозалевская, дирижёры В. В. Ровдо и М. А. Козинец. Многих из них запечатлел на своих полотнах.

Умер 3 марта 2003 года. Похоронен на кладбище в Ждановичах. На могиле увековечен отрывок из философской «Космической поэмы», на которой Николай Иванович работал в последние годы жизни:
«…Священный дар живого вдохновенья,
Как совместить тебя с холодной вечностью забвенья?
Как велико мое желанье созидать,

Служить добру, отчизну прославлять…»

## Творческая деятельность
В основном, известен как автор пейзажей и портретов.
Все пейзажи художника написаны с натуры. В них он очень точно передает настроение окружающей его природы. Техника крупного мазка делает работы живыми. С дальнего расстояния и при неярком освещении кажется, что природа на полотне начинает оживать. Эта техника живописи характерна для Витебской школы, к которой относят художника.
В качестве портретиста писал героев войны и труда, политических и творческих деятелей. Совершая поездки по деревням Белоруссии, писал портреты погибших в Великой Отечественной войне, используя сохранившиеся у родственников фотографии и вырезки из газет. По словам дочери художника, на создание написанного широкими мазками портрета маслом художнику было достаточно одного часа. После смерти первого секретаря ЦК КП Белоруссии П. М. Машерова получил задание за одну ночь написать портрет погибшего политика, что и выполнил.
В конце 1940-х годов, работая в Слониме, совместно с Л. А. Сокол-Кутиловским в качестве подарка И. В. Сталину создал его портрет, используя кленовые листья, и портрет В. И. Ленина — из перьев более десятка видов птиц (сойки, снегиря, дятла, журавля, совы, цапли, ворона, куропатки, павлина и др.). При этом было использовано количество перьев, равное числу дней, которое Белоруссия находилась в немецкой оккупации.
Наиболее известные работы художника: «Якуб Колас на Банцеровщине» («Якуб Колас на Банцараўшчыне») (1970, в музее Якуба Коласа), портрет художника В. К. Цвирко («Партрэт народнага мастака Беларусі В. Цвіркі») (1969) и портрет художника С. А. Андруховича (в Национальном музее Беларуси), пейзаж «Осень на Банцеровщине» (в Национальном музее Беларуси), портрет П. С. Молчанова и портрет Л. И. Мозалевской (в Государственном музее истории театральной и музыкальной культуры), портрет скульптора С. И. Селиханова (в Могилёвском музее имени Масленникова).
В конце жизни создал ряд работ религиозной и философской направленности: «Божий суд» («Божы суд»), «Мироздание вечности вселенной» («Светабудова вечнасці сусвету»), «Космическая поэма» («Касмічная паэма») и др., которые дополнял стихотворными произведениями на соответствующие темы.
Кроме того, принимал участие в росписи стен в храмах Жировицкого монастыря.
Работы художника находятся в Национальном художественном музее Беларуси, музее Я. Коласа, Государственном музее истории театральной и музыкальной культуры, во всех областных музеях Беларуси, в галерее Гисако в Токио, в Грузии, Чехии, России, Италии и в частных коллекциях.
Большое количество работ художника подарены семьёй Слуцкому краеведческому музею на его малой родине, а также в школу деревни Целевичи, где учился их известный земляк. 20 работ художника находятся в постоянной экспозиции художественной галереи Марьиной Горки.

## Семья
Супруга — Татьяна Устиновна Волынец (Кречко) — врач, трое детей (сын и две дочери — Ольга и Тамара). Сын Николай умер в 31 год от тяжелого заболевания — опухоли мозга.

## Выставки
Работы Николая Ивановича участвовали во многих республиканских выставках. В 1970 году на всесоюзной выставке портрета его работа — портрет героя соц. труда В. М. Соломахи — заняла 1 место.
Первая персональная выставка проходила в Доме офицеров г. Минска в 1981 году.
- 2001 и 2003 — Дворец искусств г. Минск
- 2005 — Окружной Дом офицеров г. Минск
- 2005 — Пуховичский краеведческий музей
- 2006 — Музей истории и культуры Беларуси
- 2008 — Минский международный образовательный центр имени Йоханнеса Рау.
- 2011 — Национальный музей Беларуси
- 2011 — галерея «Ла Сандр Арт»
- 2011 и 2016 — Слуцкий краеведческий музей, художественная галерея
- 2016 — галерея « Мастацтва»
- 2016 — Пуховичский краеведческий музей, художественная галерея
- 2021 — с 25 февраля по 21 марта выставка работ художника приуроченная к 100-летию со дня его рождения в Художественной галерее Михаила Савицкого г. Минск

## Память
- В 2004 году художнику был посвящён выпуск программы Александра Доморацкого «Свет далёкой звезды». Также о художнике было снято ещё несколько передач на телевидении.

## Живопись

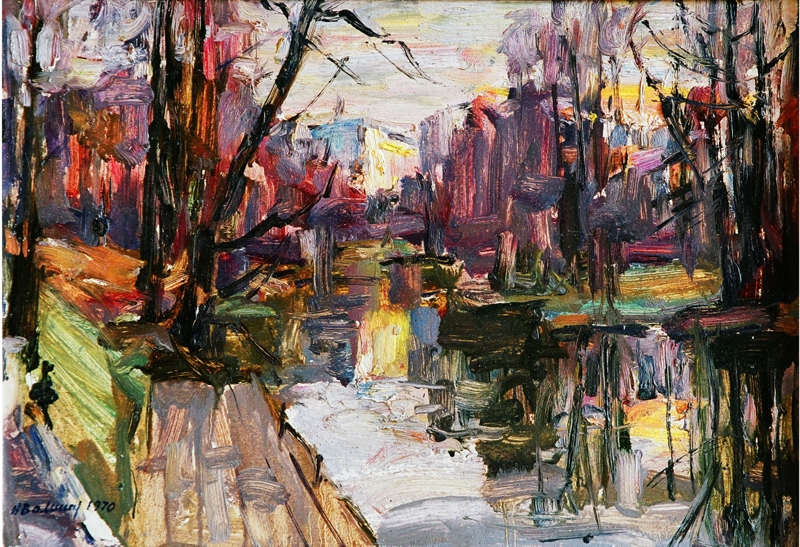
Санаторий «Ждановичи»
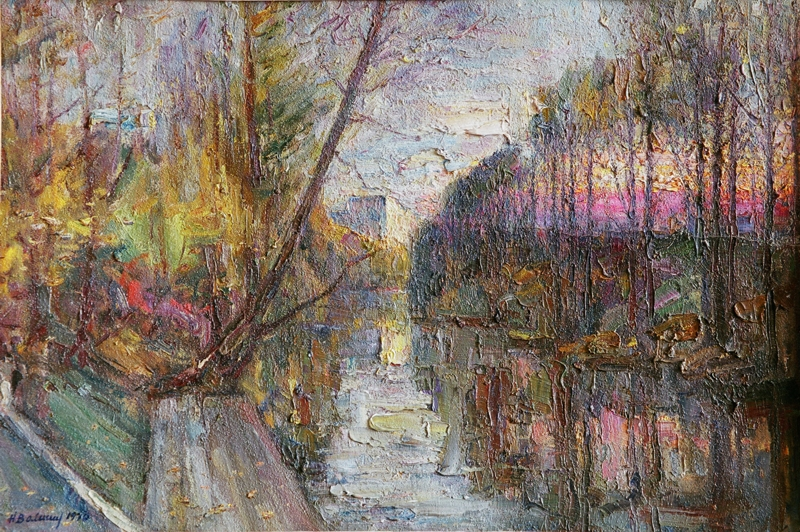
Санаторий «Криница»
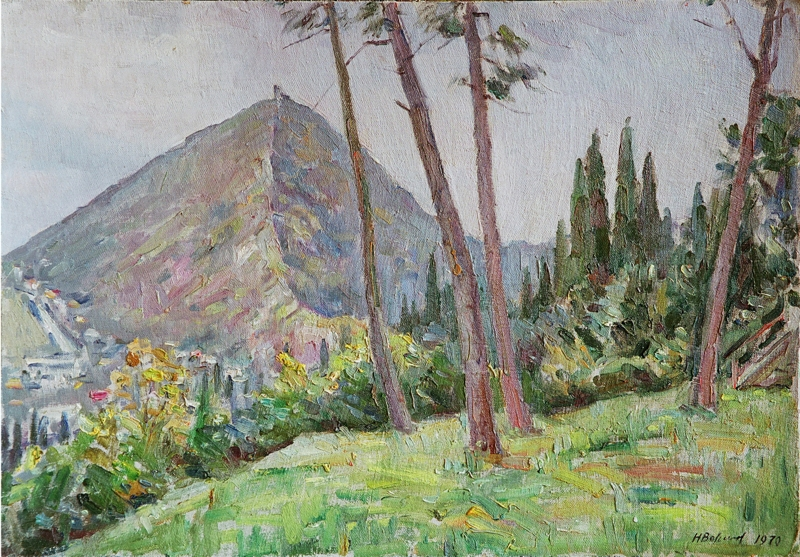
Новый Афон
Банцеровщина, 1970
Банцеровщинский уголок, 1978[8]